# Redland (Bristol)
Redland – dzielnica miasta Bristol, w Anglii, w Bristol, w dystrykcie (unitary authority) Bristol. Leży 1,8 km od centrum miasta Bristol, 49,8 km od miasta Gloucester i 174,6 km od Londynu. W 2011 dzielnica liczyła 11 801 mieszkańców.